# Хімчистка

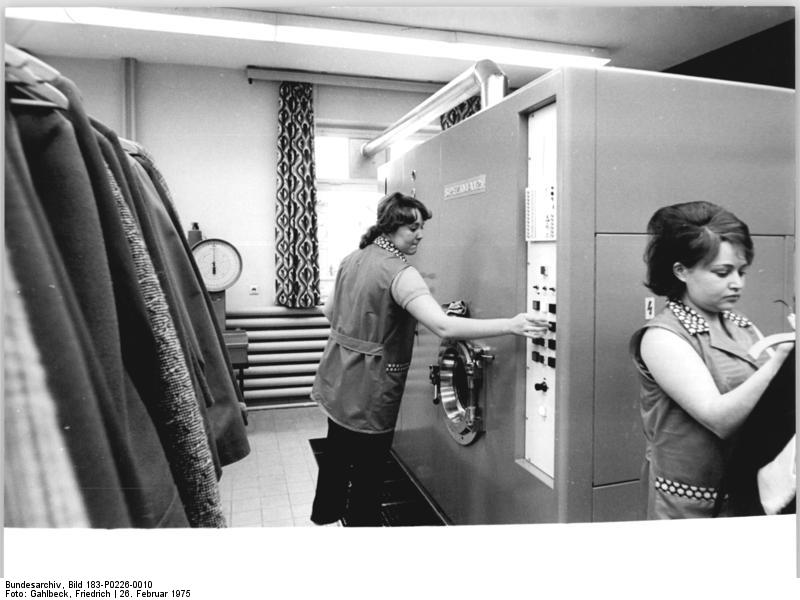
Хімчистка, 1975

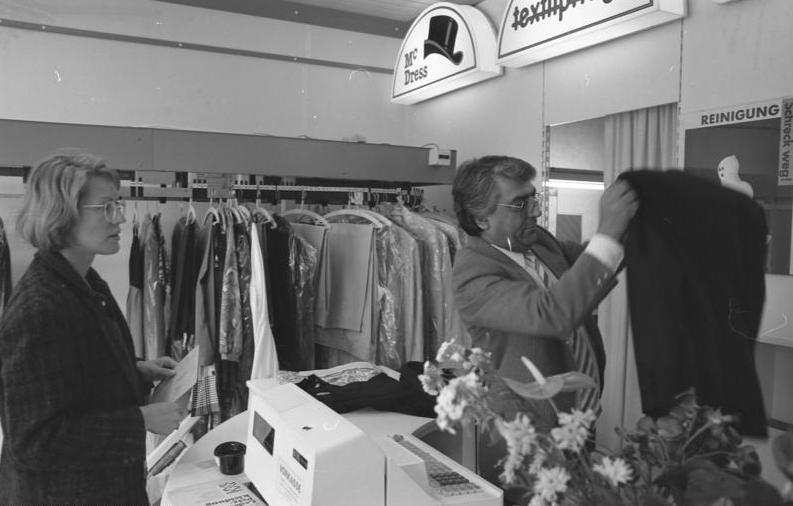
Хімчистка, 1988

Хімчистка (хімічне чищення), професійне сухе чищення — хімічний процес очищення виробів з текстильних матеріалів з використанням органічних розчинників. Основне призначення хімічного чищення — видалення бруду та плям, які не піддаються очищенню при звичайному пранні.

## Історія
3 березня 1821 року Томас Дженнінгс (англ.) отримав перший патент на «суху чистку» — винайдений ним спосіб очищення тканин, який був попередником хімчистки. Першу комерційну хімчистку, що використовувала для чищення скипидар відкрив Джоллі Белін в 1825 в Парижі.
Сучасний процес очищення одягу від забруднень з допомогою неводних розчинників відомий з 1855 року, коли власник фарбувальної Жан Батист Жоллі запропонував використовуватиме цього нафтопродукти. Він помітив, що скатертина в його будинку стала чистішою, після того, як покоївка пролила на неї гас. Жоллі відкрив найпершу хімчистку, в якій очищав одяг гасом.
Спочатку для хімчистки використовувалися нафтопродукти типу бензину та гасу. Їхня легка займистість призводила до частих пожеж і вибухів. Проблеми пожежної небезпеки змусили Вільяма Джозефа Стоддарда, спеціаліста з хімічного чищення з міста Атланти (США), винайти спеціальний розчинник (розчинник Стоддарда), нині відомий під назвою уайт-спірит. Його вогнебезпека була значно меншою, ніж у бензину та гасу.
Після Першої світової війни почали використовувати різні хлоровані розчинники — вони менш вогненебезпечні, ніж нафтопродукти, і краще видаляють забруднення.
До середини 1930-х у хімічному чищенні почали використовувати тетрахлоретилен (перхлоретилен) як стандарт ідеального розчинника — він стійкий, не горючий і чудово видаляє забруднення, практично не завдаючи шкоди одягу.

## Інтернет-ресурси
- Hazard Summary provided by the United States Environmental Protection Agency.
- NIOSH Safety and Health Topic: Drycleaning